# Уайтвей, Уильям
Сэр Уильям Валланс Уайтвей (англ. William Whiteway; 1 апреля 1828 — 24 июня 1908, Сент-Джонс) — канадский политик, трижды занимал пост премьера Ньюфаундленда.

## Биография
Уайтвей родился в Литлхемпстоне, графство Девон, в 1843 году эмигрировал в Ньюфаундленд и в 1852 году поступил на юридический факультет. В 1859 году он был избран в Палату собрания как член Консервативной партии Ньюфаундленда и стал сторонником канадской конфедерации. Потерял свое место на выборах 1869 года по вопросу конфедерации, но вернулся в 1874 году и служил генеральным солиситором в правительстве сэра Фредерика Картера, а затем стал премьер-министром в 1878 году, когда сменил Картера на посту лидера консерваторов. В 1865 году стал советником королевы. Будучи генеральным солиситором, Уайтвей был одним из адвокатов, представлявших британское правительство в Комиссии по рыболовству Галифакса, которая рассматривала спор о правах на рыболовство в Северной Атлантике между Британской империей и Соединенными Штатами. Комиссия вынесла решение в размере 5 500 000 долларов США, которые Соединенные Штаты должны были выплатить британскому правительству. Ньюфаундленд получил 1 000 000 долларов США в качестве своей доли от этой суммы.
Главной политической целью Уайтвея было строительство железной дороги через весь остров, которое было начато в 1881 году и которое, по его мнению, должно было стимулировать экономическое развитие колонии. В 1885 году его консервативная партия была уничтожена межконфессиональными беспорядками в Харбор-Грейс, в результате которых несколько протестантов покинули правительство Уайтвея в знак протеста против его примирительного отношения к католикам. Во главе раскольников стоял Джеймс Спирман Винтер, генеральный солиситор Уайтвея и великий магистр Оранжевого ордена Ньюфаундленда.
Оранжисты объединились с Робертом Торберном, противником железной дороги Уайтвея, который считал, что колония должна сосредоточиться на рыболовстве, чтобы сформировать Партию реформ и выиграть выборы 1885 года на платформе прав протестантов. В оппозиции Уайтвей основал новую Либеральную партию Ньюфаундленда, которая победила на выборах в 1889 году, вернув Уайтвея на пост премьера по вопросу железной дороги. Однако его правительство было вынуждено уйти в отставку в 1894 году из-за обвинений в коррупции на выборах предыдущего года.
Тори утверждали, что либералы Уайтвея обещали рабочие места жителям Ньюфаундленда, проголосовавшим за него, и подали петиции в Верховный суд в соответствии с Законом о коррупционной практике против пятнадцати членов Палаты представителей от либералов, обвиняя их во взяточничестве и коррупции. Состоялись судебные заседания и они были признаны виновными, а их места были объявлены вакантными. 3 апреля 1894 года, когда судебные разбирательства ещё продолжались, Уайтвей попросил губернатора Ньюфаундленда сэра Герберта Мюррея распустить Палату собрания для проведения новых выборов. Губернатор отказался и попросил лидера тори Огастуса Ф. Гудриджа сформировать правительство, несмотря на то, что у тори было всего 12 мест против 21 у либералов. Поскольку места либералов были объявлены вакантными в связи с вынесением обвинительных приговоров, по итогам процесса в августе в палате было 8 консерваторов, 9 либералов и 19 вакантных мест. Сам Уайтвей был признан виновным, его место было объявлено вакантным, и, согласно положениям закона, ему было запрещено добиваться избрания в Палату собрания или заседать в правительстве.
Губернатор позволил Гудриджу остаться на своем посту, постоянно прерогатируя палату, чтобы предотвратить падение правительства через вотум недоверия.
В течение осени проводились дополнительные выборы, в ходе которых либералы сохранили места, которых их лишили, потеряв всего два места, а консерваторы взамен получили два. Последние дополнительные выборы состоялись 12 ноября 1894 года, через целый год после всеобщих выборов. За это время были проведены 21 дополнительные выборы, что привело к фактическому возвращению к статус-кво. Гудридж оставался на посту премьера до 12 декабря 1894 года, через два дня после того, как крах двух банков подорвал экономику. Даниэль Дж. Грин, исполняющий обязанности лидера либералов, был приведён к присяге в качестве премьера на следующий день. Его правительство приняло Акт о снятии дисквалификации, который позволил всем тем членам, которые были дисквалифицированы, баллотироваться в качестве кандидатов, а также заседать в правительстве. Затем Грин подал в отставку, чтобы Уайтвей мог в третий раз принять присягу в качестве премьера. В условиях финансового кризиса Ньюфаундленда после краха банка правительство Уайтвея начало новый раунд переговоров с Канадой о вступлении Ньюфаундленда в конфедерацию, но переговоры не увенчались успехом.
Либералы Уайтвея проиграли выборы 1897 года, что привело к его уходу из политики. На посту лидера либералов его сменил сэр Роберт Бонд.

### Семья
22 октября 1872 года Уильям Уайтвей женился вторым браком на Кэтрин Энн Дэвис, дочери У. Х. Дэвиса из Пикту, провинция Новая Шотландия. У супругов, проживавших в Ривервью, Сент-Джонс, Ньюфаундленд, было три сына и три дочери. Одна из его дочерей, Гарриет Луиза Уайтвей, вышла замуж 2 июня 1897 года за Пирса Дэвидсона, сына судьи Дэвидсона из Монреаля.